# HDI-Arena
HDI-Arena, tidigare Niedersachsenstadion, tysk fotbollsarena i Hannover
Niedersachsenstadion i Hannover blev AWD-Arena då företaget AWD köpte rättigheterna till arenanamnet i samband med en omfattande renovering inför VM i fotboll 2006. År 2013 köpte HDI-gruppen rättigheterna till arenanamnet. Arenan heter sedan dess HDI-Arena. Hemmalag är precis som tidigare Hannover 96. 

## Evenemang
- VM i fotboll 2006
- FIFA Confederations Cup 2005

## Niedersachsenstadion
Gamla Niedersachsenstadion stod klar 1954 och byggdes av ruiner från sönderbombade delar av Hannover. Den har många gånger varit värd för landskamper i fotboll och var en av arenorna under VM i fotboll 1974. Den hade till skillnad från dagens HDI-arena löparbanor.